# Diogmites bicolor
Diogmites bicolor là một loài ruồi trong họ Asilidae. Diogmites bicolor được Jaennicke miêu tả năm 1867. Loài này phân bố ở vùng Tân nhiệt đới.